# Carlo Ferreri

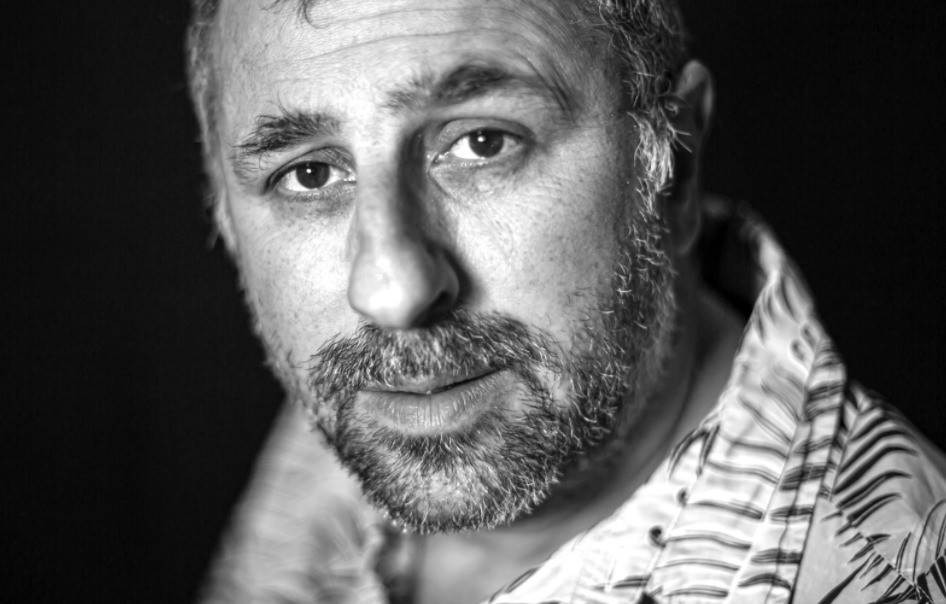
Carlo Ferreri nel 2024

Carlo Ferreri (Catania, 3 marzo 1973) è un attore e regista italiano.

## Biografia
Lavora come attore in teatro e in televisione. Si distingue in ruoli comici al cinema nel lungometraggio Mauro c'ha da fare in cui interpreta il protagonista Mauro, con la regia di Alessandro Di Robilant.
È presente nel ruolo comico di Nando nel film campione d'incassi 2025 "Io sono la fine del mondo" con protagonista Angelo Duro con la regia di Gennaro Nunziante.
In televisione nel 2004 prende parte alla miniserie Paolo Borsellino per la Taodue, nel ruolo dell'unico sopravvissuto della scorta Antonio Vullo. Successivamente nel 2007 interpreta il mafioso Gaspare Mutolo nella serie Il capo dei capi accanto a Claudio Gioè.
Ha ottenuto riconoscimenti con il ruolo protagonista nel mediometraggio Motore! di Alessandro Marinaro (vincitore de La 25ora di La7 e come miglior attore al Quadra FilmFest).
La sua formazione teatrale avviene frequentando i corsi internazionali di commedia dell'arte diretti da Antonio Fava, il corso di scrittura drammaturgica e vissuto personale diretto da Enzo Moscato e altri maestri come Gianni Salvo, Marise Flach, Lamberto Puggelli, Renzo Musumeci Greco. Ha inoltre approfondito la tecnica del cunto siciliano attingendo al prezioso materiale del cuntista Salvatore Ferreri e dell'etnologo Giuseppe Pitrè.
In teatro ha lavorato in compagnie primarie come lo Stabile di Trieste, lo Stabile di Catania e gli Artisti Associati di Gorizia. Si è anche impegnato in alcune regie teatrali di grande successo come per lo spettacolo Morir di fama con Evelyn Famà, e Il caso di Alessandro e Maria di Giorgio Gaber e Sandro Luporini.
Ha collaborato dagli anni 2000 in poi con importanti registi di cinema e teatro come Marco Tullio Giordana, Gianluca Maria Tavarelli, Gennaro Nunziante,  Antonio Calenda,  Armando Pugliese, Alessandro Di Robilant, Alberto Negrin, Nzinga Stewart, Luca Ribuoli, Enzo Monteleone, Gianluigi Calderone.
È apparso come protagonista di spot nazionali come quelli del Calcio Catania e del Galbanino Galbani.

## Filmografia

### Cinema
- I cento passi, regia di Marco Tullio Giordana (2000)
- Lettere Dalla Sicilia, regia di Manuel Giliberti (2005)
- Motore!, regia di Alessandro Marinaro (2008)
- Un milione di giorni, regia di Emanuele Giliberti (2011)
- Mauro c'ha da fare, regia di Alessandro Di Robilant (2015)
- Il traditore, regia di Marco Bellocchio (2019)
- Una boccata d'aria, regia di Alessio Lauria (2022)
- Conversazioni con altre donne, regia di Filippo Conz (2023)
- Io sono la fine del mondo, regia di Gennaro Nunziante (2025)

### Televisione
- Una sola debole voce, regia di Gianluigi Calderone – miniserie TV (2001)
- Paolo Borsellino, regia di Gianluca Tavarelli – miniserie TV (2004)
- Il capo dei capi, regia di Enzo Monteleone – miniserie TV (2007)
- Paolo Borsellino - I 57 giorni, regia di Alberto Negrin (2012)
- Il giovane Montalbano, regia di Gianluca Tavarelli – serie TV, episodio 1x01 (2012)
- Sizilien - Engel, Mafia Und Palazzi, regia di Carmen Butta – film TV (2015)
- La mafia uccide solo d'estate, regia di Luca Ribuoli – serie TV, 4 episodi (2016)
- Ein Sommer auf Sizilien, regia di Michael Keusch – TV tedesca (2016)
- La mossa del cavallo - C'era una volta Vigata, regia di Gianluca Tavarelli – film TV (2018)
- Vite in fuga, regia di Luca Ribuoli – serie TV (2020)
- From Scratch - La forza di un amore – serie TV, 1º episodio (2022)

## Teatro

### Regista
- Spettacolo semiserio in forma di duo, di e con Carlo Ferreri e Massimo Leggio (1995)
- Wo-Man, di Mario Giorgi (2000)
- Ragusa 9 Aprile 1921 - cronaca in forma di cunto[19], di A. Lacognata (2004)
- Lunerie, di Filippo Tommaso Marinetti, Giacomo Leopardi, Vladimir Vladimirovič Majakovskij (2004)
- Morir di fama, di Evelyn Famà (2008)
- Libero Amleto, di Rosario Minardi (2014)
- Bemporad, di Pamela Toscano (2015)
- L'uomo, la bestia e la virtù, di Luigi Pirandello (2020)
- L'eternità dolcissima di Renato Cane, di Valentina Diana (2023)
- Il caso di Alessandro e Maria, di Sandro Luporini e Giorgio Gaber (2024)

### Attore
- Il ballo dei manichini, di Bruno Jasienski (1991)
- Il giubbotto, di Stranislav Stratiev (1992)
- Il suicida, di Nikolaj Ėrdman, regia di Gianni Salvo (1993)
- Don Chisciotte e il carro dei comici, di Miguel de Cervantes (1995)
- Favole al rovescio, di Gianni Rodari, regia di Franco Giorgio (1995)
- Evviva la rivoluzione, di Augusto Boal (1994)
- Regina in berlina, di Sergio Tofano, regia di Gianni Salvo (1996)
- Gran varietà futurista, di Filippo Tommaso Marinetti (1996)
- Non si dorme a Kirkwall, di Alberto Perrini (1996)
- Giovannino perdigiorno, di Gianni Rodari, regia di Franco Giorgio (1996)
- Il treno ha fischiato, di Luigi Pirandello (1997)
- Mimi Siciliani, di Francesco Lanza, (1997)
- Gli affari del signor Gatto, di Gianni Rodari, regia di Franco Giorgio (1997)
- Tingeltangel ,di Karl Valentin (1998)
- I 7 peccati capitali, di Bertold Brecht (1998)
- L'Histoire du soldat, di Igor' Fëdorovič Stravinskij (1998)
- Il naso di Gogol, regia di Gianni Salvo (1996)
- Augusto Augusto, di Pavel Kohut, regia di Gianni Salvo (1994)
- Sogno di una notte di mezza estate, di William Shakespeare, regia di Franco Però (2000)
- Giufà e Gesù, di Giuseppe Bonaviri (2001)
- Conversazione in Sicilia, di Elio Vittorini (2003)
- Carmen , di Antonio Aniante (2003)
- Plumes danza su piano ostinato, regia di Giovanna Amarù (2002)
- In corpore muto, da Antonin Artaud, regia di Audrey Borthayre e Giovanna Amarù (2002)
- Romeo e Giulietta, di William Shakespeare, regia di Lamberto Puggelli (2002)
- Recital Quasimodo, regia di Lamberto Puggelli e Umberto Ceriani (2002)
- Dramma sacro, di Alfonso Ricca, regia di Gianni Battaglia (1995/2005)
- Fata fiore, di Luigi Capuana, regia di Angelo Tosto (2005)
- Lo straniero, di Albert Camus adattamento di Marco Baliani regia di Gianni Salvo (2006)
- Opera Comique, regia di Antonio Calenda (2007)
- La rigenerazione, di Italo Svevo, regia di Antonio Calenda (2008)
- To be or not to be, regia di Antonio Calenda (2008)
- Turandot, di Carlo Gozzi regia di Manuel Giliberti (2009)
- Il matrimonio, di Nikolaj Vasil'evič Gogol' regia di Nino Mangano (2010)
- Cappiddazzo paga tuttu, di Luigi Pirandello e Nino Martoglio regia di Pippo Pattavina (2010)
- L'aria del continente, di Nino Martoglio, regia di Pippo Pattavina (2010)
- Chantecler, da Edmond Rostand traduzione di Enzo Moscato regia di Armando Pugliese (2008)
- La Confessione, regia di Walter Manfrè (2011)
- Totò e Vicè, di Franco Scaldati, regia di Gianni Salvo (2012)
- Il ratto delle sabine, regia di Pippo Pattavina (2014)
- Non si sa come, di Luigi Pirandello (2014)
- La Centona, di Nino Martoglio, regia di Gianni Scuto (2014)
- Pipino il Breve, di Tony Cucchiara (2015)
- Matrimoni ed altri effetti collaterali, di Ivan Campillo, regia di Manuel Giliberti (2017)
- La signora Morli, di Luigi Pirandello (2019)
- Alchimia di parole: dai lirici greci a Leopardi, regia di Massimo Leggio (2025)